# Thomer-la-Sôgne
Thomer-la-Sôgne és un municipi francès situat al departament de l'Eure i a la regió de Normandia. L'any 2007 tenia 309 habitants.

## Demografia

### Població
El 2007 la població de fet de Thomer-la-Sôgne era de 309 persones. Hi havia 120 famílies de les quals 24 eren unipersonals (24 dones vivint soles i 24 dones vivint soles), 36 parelles sense fills, 44 parelles amb fills i 16 famílies monoparentals amb fills.
La població ha evolucionat segons el següent gràfic:
Habitants censats

### Habitatges
El 2007 hi havia 158 habitatges, 126 eren l'habitatge principal de la família, 26 eren segones residències i 6 estaven desocupats. Tots els 157 habitatges eren cases. Dels 126 habitatges principals, 113 estaven ocupats pels seus propietaris, 10 estaven llogats i ocupats pels llogaters i 3 estaven cedits a títol gratuït; 2 tenien dues cambres, 21 en tenien tres, 36 en tenien quatre i 67 en tenien cinc o més. 87 habitatges disposaven pel capbaix d'una plaça de pàrquing. A 48 habitatges hi havia un automòbil i a 70 n'hi havia dos o més.

### Piràmide de població
La piràmide de població per edats i sexe el 2009 era:
| Homes | Edats   | Dones |
| ----- | ------- | ----- |
| 0     | 95 o +  | 0     |
| 0     | 90 a 94 | 0     |
| 4     | 85 a 89 | 0     |
| 0     | 80 a 84 | 4     |
| 4     | 75 a 79 | 12    |
| 4     | 70 a 74 | 16    |
| 0     | 65 a 69 | 4     |
| 0     | 60 a 64 | 0     |
| 4     | 55 a 59 | 4     |
| 36    | 50 a 54 | 12    |
| 8     | 45 a 49 | 20    |
| 8     | 40 a 44 | 12    |
| 16    | 35 a 39 | 12    |
| 12    | 30 a 34 | 8     |
| 16    | 25 a 29 | 8     |
| 8     | 20 a 24 | 0     |
| 8     | 15 a 19 | 12    |
| 12    | 10 a 14 | 16    |
| 8     | 5 a 9   | 8     |
| 4     | 0 a 4   | 20    |

## Economia
El 2007 la població en edat de treballar era de 205 persones, 159 eren actives i 46 eren inactives. De les 159 persones actives 143 estaven ocupades (79 homes i 64 dones) i 16 estaven aturades (4 homes i 12 dones). De les 46 persones inactives 22 estaven jubilades, 17 estaven estudiant i 7 estaven classificades com a «altres inactius».

### Ingressos
El 2009 a Thomer-la-Sôgne hi havia 131 unitats fiscals que integraven 330,5 persones, la mediana anual d'ingressos fiscals per persona era de 20.546 €.

### Activitats econòmiques
Dels 6 establiments que hi havia el 2007, 2 eren d'empreses de construcció, 1 d'una empresa de comerç i reparació d'automòbils, 1 d'una empresa d'hostatgeria i restauració i 2 d'empreses classificades com a «altres activitats de serveis».
Dels 3 establiments de servei als particulars que hi havia el 2009, 1 era un guixaire pintor, 1 restaurant i 1 saló de bellesa.
L'any 2000 a Thomer-la-Sôgne hi havia 9 explotacions agrícoles que ocupaven un total de 891 hectàrees.

## Equipaments sanitaris i escolars
El 2009 hi havia una escola elemental integrada dins d'un grup escolar amb les comunes properes formant una escola dispersa.

## Poblacions més properes
El següent diagrama mostra les poblacions més properes.